# Elina Knihtilä
Mari Elina Knihtilä (ur. 6 czerwca 1971 w Valkeali) – fińska aktorka.

## Kariera
Knihtilä występowała w takich teatrach jak Fiński Teatr Narodowy czy Q-teatteri, pracując równolegle w branży filmowej i telewizyjnej. Otrzymała dwie nagrody Jussi: pierwszą za rolę drugoplanową w filmie Putoavia enkeleitä z 2008 roku w reżyserii Heikkiego Kujanpää, a drugą za rolę pierwszoplanową w filmie Dobry syn z 2011 roku w reżyserii Zaidy Bergroth. W telewizji wystąpiła między innymi w Läpiveto, Vedetään hatusta oraz w pierwszym sezonie Putous.

## Życie osobiste
Żyje wspólnie z aktorem Tommim Korpelą, z którym ma syna.

## Wybrana filmografia

### Film
- Hyvän tekijät (1997)
- Hengittämättä & nauramatta (2002)
- Pułapki dorosłości (Lapsia ja aikuisia, 2004)
- V2 - jäätynyt enkeli (2006)
- Matti (Matti - elämä on ihmisen parasta aikaa, 2006)
- Lieksa! (2007)
- Putoavia enkeleitä (2008)
- 8 päivää ensi-iltaan (2008)
- Skavabölen pojat (2009)
- Seks po fińsku (Haarautuvan rakkauden talo, 2009)
- Varasto (2011)
- Risto (2011)
- Dobry syn (Hyvä poika, 2011)
- Droga na północ (Tie pohjoiseen, 2012)
- Zaraz osiemnastka (Kohta 18, 2012)
- Kätilö (2015)

### Telewizja
- Ihana mies (1999)
- Kylmäverisesti sinun (2000)
- Tummien vesien tulkit (2002)
- Ranuan kummit (2003)
- Tahdon asia (2005)
- Mogadishu Avenue (2006)
- Läpiveto (2006–2008)
- Suojelijat (2008)
- Hymy pyllyyn (2008–2009)
- Ihmebantu (2009)
- Putous (2010)
- Virta (2011)
- Vedetään hatusta (2011)
- YleLeaks (2011)